# 列支敦斯登的康斯坦丁
列支敦斯登的康斯坦丁（德語：Constantin von und zu Liechtenstein，1972年3月15日—2023年12月5日），列支敦斯登親王漢斯·亞當二世的幼子。

## 家庭
1999年，康斯坦丁與瑪麗·加布里埃爾·法蘭西絲卡（Marie Gabriele Franziska）結婚，兩人共有2子1女：
1. 莫里茨（Moritz，2003年出生）
2. 格奥尔吉娜（Georgina，2005年出生）
3. 贝内迪克特（Benedikt，2008年出生）